# Chitară renascentistă
Chitara renascentistă este un instrument muzical cu coarde ciupite care a fost folosit predominant în secolul al XVI-lea și care este considerat un precursor al chitarei clasice de astăzi.

## Caracteristici

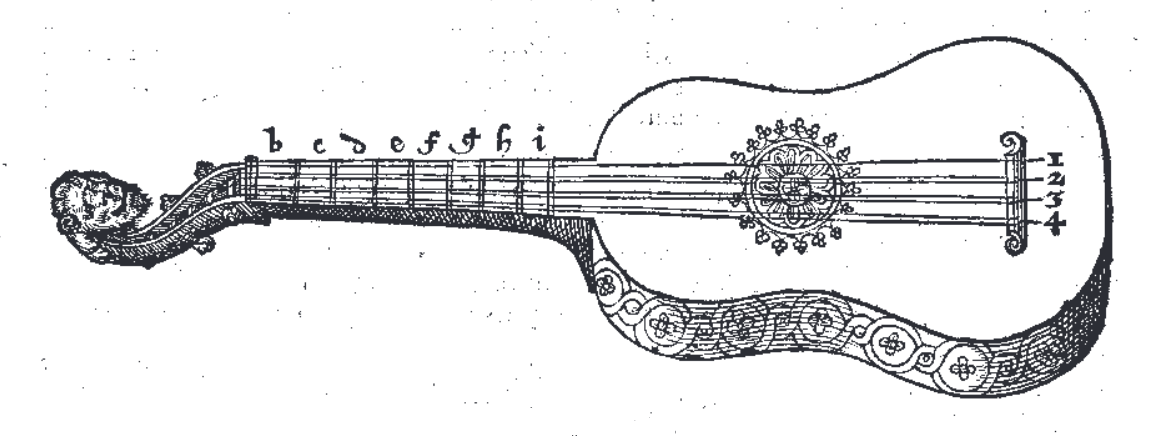
Ilustrație a unei chitare renascentiste dintr-o colecție de piese publicată de Pierre Phalèse în 1570

Cutia de rezonanță are o formă similară, de „opt”, cu cea a vihuelei, însă are dimensiuni mai mici. De regulă are patru perechi de coarde (numite coruri), din care coarda cea mai subțire e de obicei nedublată. Au existat și variante cu cinci coruri, dar majoritatea tabulaturilor și cărților care au supraviețuit indică faptul că varianta cu patru era cea mai comună.
Despre dimensiunile reduse ale chitarei, Juan Bermudo spunea în tratatul său despre instrumente muzicale, publicat în 1555: „un interpret poate să-și arate îndemânarea cu agerimea și folosirea chitarei mai bine decât cu vihuela, pentru că este un instrument mai mic.”
Coardele erau confecționate din intestine de animal (vezi catgut), dar reproducerile moderne folosesc adesea nailon sau alte materiale artificiale. 
Gâtul chitarei este prevăzut cu o tastieră, dar tastele nu sunt rigide, ca la chitara modernă, ci sunt legate cu fire din același material ca coardele. Temperamentul egal nu fusese încă adoptat, iar flexibilitatea tastelor le permitea interpreților să își adapteze temperamentul în funcție de context.
Numărul de taste nu este standardizat. Piesele lui Alonso Mudarra necesită zece taste; Juan Bermudo menționează tot zece în tratatul său, „la fel ca vihuela”, dar spune și că instrumentele mai mici pot avea doar cinci sau șase taste. Ilustrațiile din volumele franțuzești de piese pentru chitară înfățișează instrumente cu opt taste.

## Acordaj
Juan Bermudo oferă în tratatul său următoarea schemă de acordare pentru chitara cu patru coruri, numită temple a los nuevos:
Cifrele indică fiecare pereche de coarde (cor). Cea mai înaltă este de regulă fără pereche, următoarele două sunt la unison, iar cea mai joasă are o coardă pereche cu o octavă mai sus (procedeu pe care Bermudo îl numește requinta).  
Făcând abstracție de coardele dublate, acordajul este aproape identic cu cel utilizat pe ukulele. Intervalele relative la care sunt acordate corurile după această schemă sunt aceleași ca la acordajul standard al chitarei moderne pentru cele mai subțiri patru coarde. Aceleași intervale se regăsesc și între corurile II-V de pe vihuela sau lăută.

### Alte acordaje
Bermudo descrie și un acordaj în stil „vechi” (temple a los viejos), care este similar cu cel „nou”, singura diferență fiind acordarea corului IV cu un ton mai jos (fa în loc de sol). Acest acordaj este cerut cu mențiunea „a corde avalée” la unele piese din colecțiile franțuzești de muzică pentru chitară.
Scipione Cerreto oferă în „Della Pratica Musica” (1601) o variantă napoletană de acordaj, care ridică toate notele cu un ton mai sus decât acordajul „vechi”. Altă diferență este faptul că al patrulea cor se acordează la unison (nu în octavă), după nota cea înaltă (en. re-entrant tuning).

## Denumire și istoric

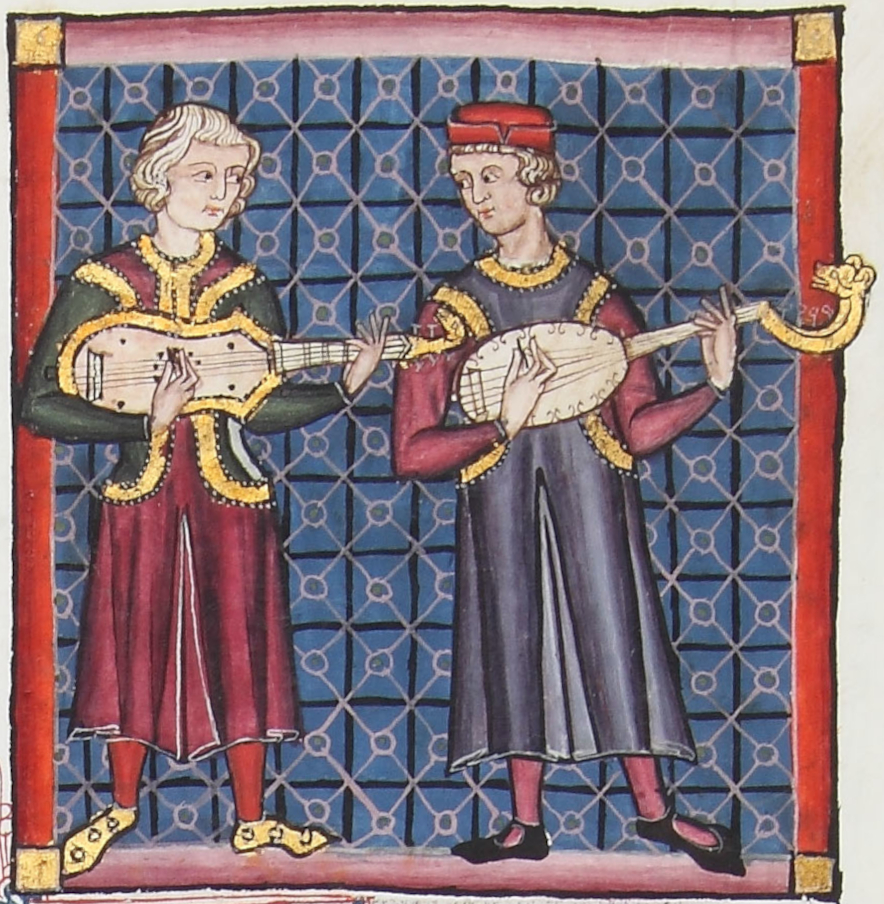
Ilustrație din Cantigas de Santa Maria: guitarra latina (stânga) și guitarra morisca (dreapta), două instrumente medievale posibil înrudite cu chitara renascentistă

Denumirea de chitară renascentistă este una relativ recentă, și evidențiază epoca sa de maximă popularitate și, în același timp, o diferențiază de formele în care a evoluat ulterior (de exemplu chitara barocă, ori chitara romantică). Denumirea sa în epocă nu a fost una uniformă, variind de la țară la țară, iar în unele cazuri suprapunându-se cu numele altor instrumente cu coarde similare.
În colecția de cântece Cantigas de Santa Maria din secolul al XIII-lea sunt ilustrate două instrumente numite guitarra morisca și guitarra latina, dar nu se poate spune cu certitudine dacă au avut vreun rol în evoluția a ceea ce se numește chitară renascentistă. Laurence Wright speculează că guitarra latina a devenit mai târziu citola, iar guitarra morisca, cu corpul ei rotund, a devenit un instrument asemănător lăutei (posibil mandore), iar ulterior a împrumutat forma specifică vihuelei, constituind astfel prototipul chitarei.
În secolul al XVI-lea, în Spania instrumentul era numit simplu guitarra, ori în unele cazuri, mai specific, guitarra de quatro órdenes. Lucrările muzicale care supraviețuiesc indică că vihuela și chitara erau văzute ca instrumente distincte, în ciuda asemănărilor de formă. Într-una din variațiunile sale la Conde Claros, compusă pentru vihuela, Luis de Narváez menționează expres contrahaciendo la guitarra („în imitația chitarei”).

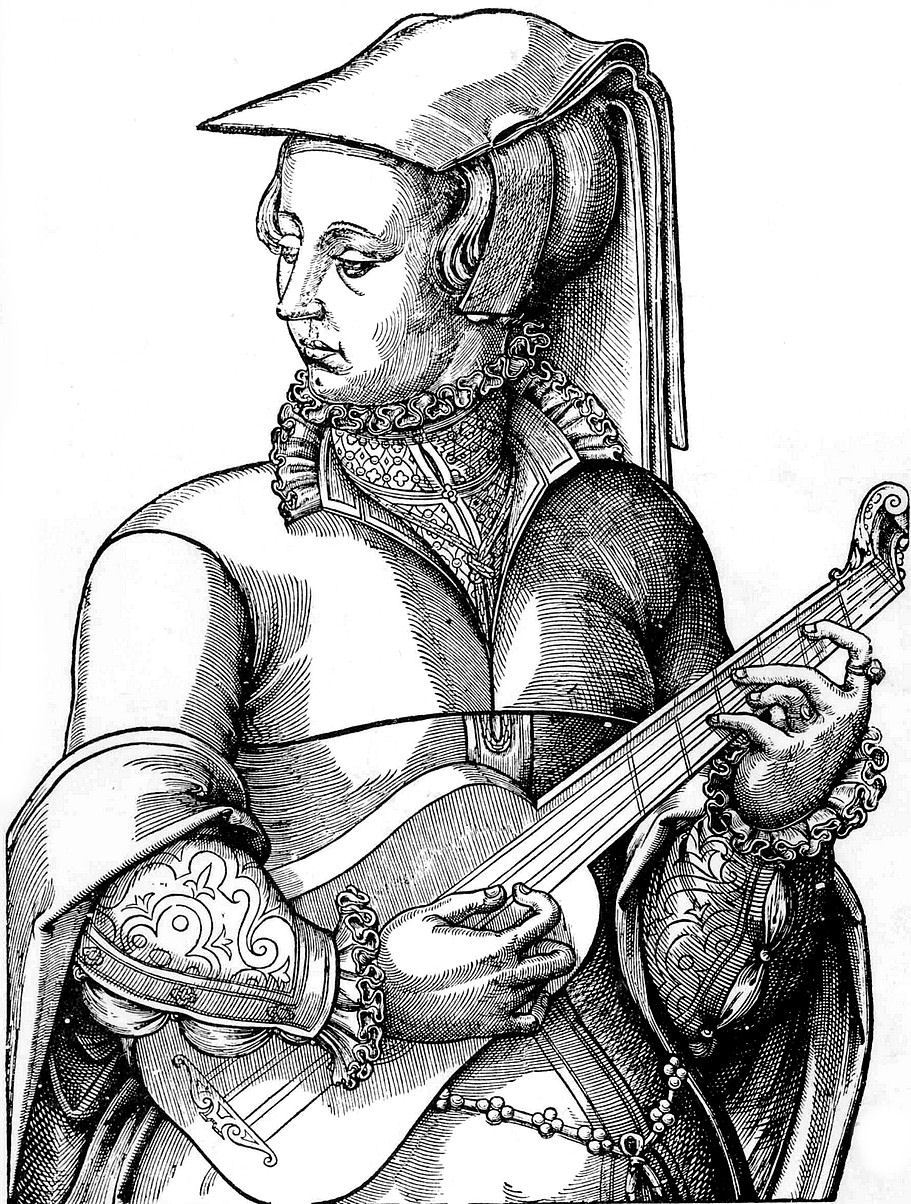
Chitară cu patru coruri, într-o gravură din cca. 1570

În Franța era cunoscută sub numele de guiterre sau guiterne. La mijlocul secolului al XVI-lea, popularitatea sa aici a explodat, un contemporan anonim afirmând că „astăzi sunt mai mulți chitariști în Franța decât în Spania”. O mare parte din repertoriul chitarei care a supraviețuit constă în volumele de tabulaturi tipărite în această perioadă la Paris de editori precum Simon Gorlier, Guillaume Morlaye și Adrian Le Roy. Poeziile epocii, de Mellin de Saint-Gelais și Pierre de Ronsard, printre alții, o asociază adesea cu cântecele de dragoste și serenadele cântăreților itineranți.
În Anglia chitara a ajuns în a doua jumătate a secolului al XVI-lea, prin importuri franțuzești. Denumirea din documente variază, de la gyttron, gittorne și gitteron la gittern (fiind confundată uneori cu instrumentul de mai târziu cu același nume). A devenit deopotrivă un simbol de statut între persoanele înstărite (dar mai puțin sofisticat decât lăuta) și un instrument accesibil și popular între studenții și tinerii din clasele mai joase. Un document din 1559 arată că regina Elisabeta I a primit în dar de anul nou, printre altele, și „un cufăr cu trei getternes”. În 1554, un document al unei ghilde din Newcastle condamna moravurile ușoare ale tineretului: jocurile de noroc, băutura, dansurile, dar și „the playing of gitterns by nyght” („cântatul la chitare noaptea”).
În statele din nordul Italiei chitara a fost popularizată cel mai probabil pe filieră franțuzească, iar în sud sub influența spaniolă (regatul Neapolelului fiind sub dominația Imperiului Spaniol). Documente din a doua jumătate a secolului al XVI-lea atestă răspândirea unei chitare cu cinci coruri, numită chitarra spagnola, dar și a chitarei cu patru coruri, numită chitarra a sette corde, sau, în alte surse, chitarra napoletana, sau chiar bordelletto alla taliana ([chitară de] bordelaș italian).

## Repertoriu

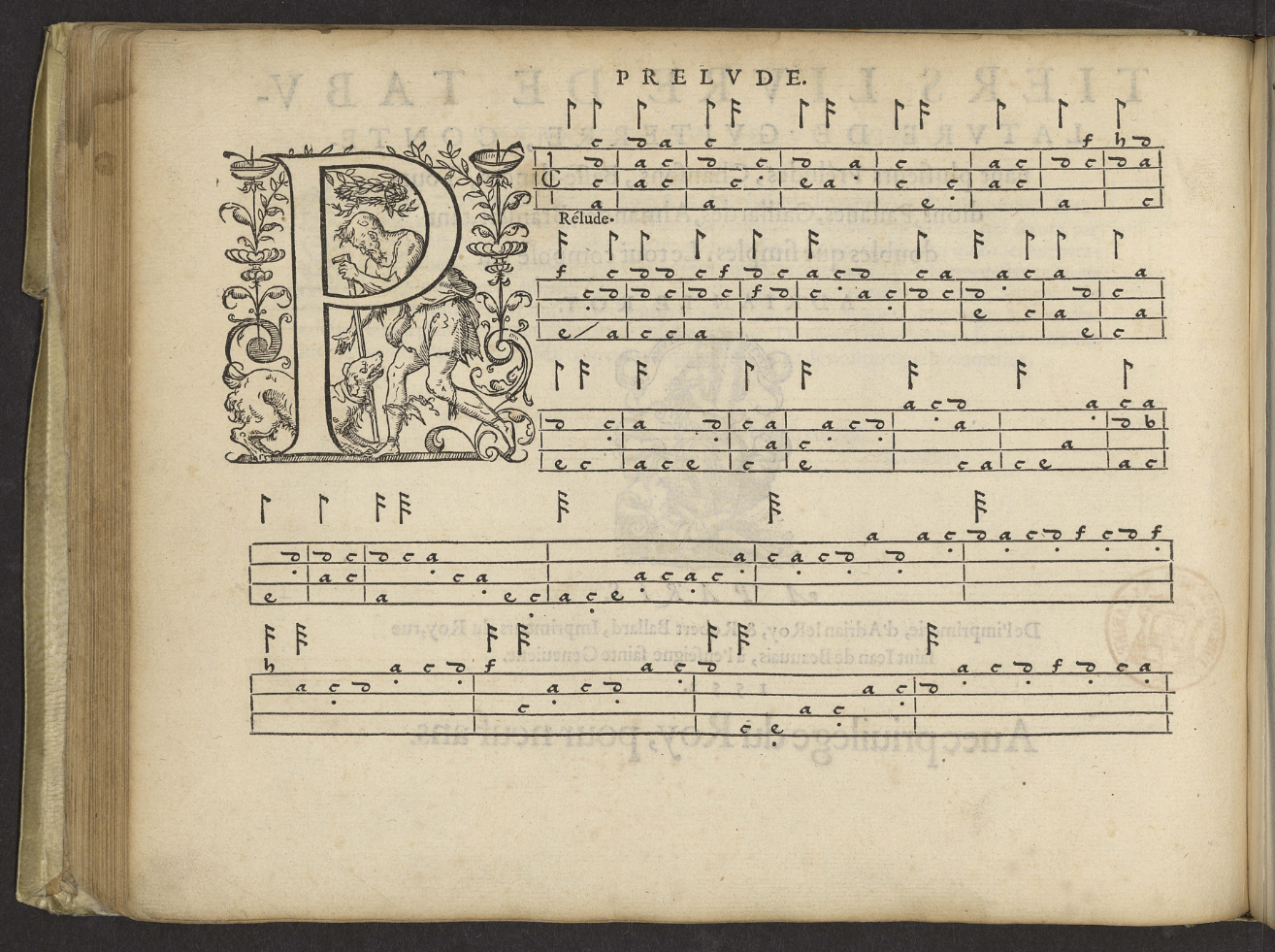
Preludiu din a treia carte de tabulaturi de chitară publicată de Adrian Le Roy.

În comparație cu alte instrumente muzicale contemporane, precum lăuta, repertoriul care a supraviețuit pentru chitara renascentistă este mult mai restrâns. Constă în principal în dansuri populare în epocă (bransle, pavane, gaillarde, allemande, printre altele) dar și piese mai complexe precum fantezii sau intabulații după lucrări polifonice laice sau bisericești.
Lucrările pentru chitară au fost publicate exclusiv în tabulaturi. Tabulaturile spaniole folosesc notarea cu cifre a tastelor, în timp ce în sistemul francez se folosesc literele.
Din colecțiile tipărite în Franța și Spania provin majoritatea pieselor din repertoriu. Din restul țărilor (Anglia, Italia) au supraviețuit doar câteva manuscrise care includ un număr mic de piese pentru chitară cu patru coruri.
În Spania, cei mai notabili compozitori pentru chitară renascentistă au fost Alonso Mudarra și Miguel de Fuenllana. Colecțiile lor, conținând în principal de piese pentru vihuela, au inclus și versiuni pentru chitară.
În Franța Adrian Le Roy a coordonat publicarea a cinci volume conținând exclusiv piese de chitară. Majoritatea sunt compuse de el, dar și de Gregor Brayssing, ale cărui piese din volumul al patrulea fiind considerate printre cele mai complexe lucrări scrise pentru acest instrument.
Tot în Franța, editorul Michel Fezandat a publicat patru volume de piese pentru chitară, unul dintre ele conținând lucrări de Simon Gorlier, iar restul de Guillaume de Morlaye. Volumele includ, printre dansuri, și numeroase intabulații după compozitori faimoși în epocă, precum Claudin de Sermisy, Clément Janequin, Josquin des Prés și alții.